# 阿瓜德迪奧斯

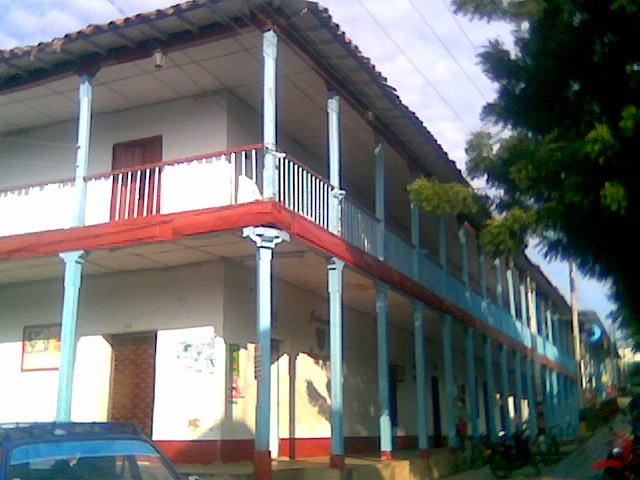

阿瓜德迪奧斯是哥倫比亞的城鎮，位於該國中部，由昆迪納馬卡省負責管轄，距離首府波哥大111公里，始建於1870年8月10日，面積84平方公里，海拔高度308米，2005年人口11,515。